# Karel IV. Španělský
Karel IV. Španělský (španělsky Carlos IV., 11. listopadu 1748 Portici – 20. ledna 1819 Řím), zvaný el Cazador („Lovec“), byl španělský král ze španělské větve Bourbonů, který vládl od roku 1788 do roku 1808. Slabý a netečný panovník nakonec ve víru bouřlivých událostí napoleonských válek přišel o moc a abdikoval ve prospěch svého nejstaršího syna Ferdinanda.

## Biografie

### Původ, mládí
Karel se narodil jako sedmé dítě a druhý syn krále Karla III. a jeho manželky Marie Amálie Saské. Narodil se na Sicílii, kde jeho otec vládl jako král obojí Sicílie ještě před tím, než se stal králem španělským. Starší bratr Filip trpěl epilepsií a nemohl se stát následníkem trůnu. Karel měl statnou postavu a velkou sílu, snad po svém pradědovi z matčiny strany Augustovi Silném, bystrostí ani duševními schopnosti ale nevynikal.

### Vláda
4. září 1765 se infant Karel, tehdy sedmnáctiletý mladík, oženil se svou třináctiletou sestřenicí Marií Louisou Parmskou z rodu Bourbon-Parma, jež vyzrála ve velmi energickou ženu a postupem času se stále více vměšovala do státních záležitostí. 14. prosince roku 1788 infantův otec Karel III. zemřel a infant Karel nastoupil na trůn jako král Karel IV. Karel měl již sice široké zkušenosti ve správ státních záležitostí, ty však již nestačily na složité okolnosti vyvolané revolucí v sousední Francii roku 1789. V důsledku jeho slabosti, resp. nedostatku energie přešla fakticky vláda do rukou Marie Louisy a jejího oblíbence a milence Manuela de Godoye; král se věnoval především svému oblíbenému lovu, umění a hudbě.
Godoy byl původně člen královské stráže, kterého Marie Louisa postupně protlačila do hodnosti generálporučíka. Král „zdědil“ po svém otci velmi schopného prvního ministra hraběte de Floridablancu, ale ten byl intrikami královny a de Godoye roku 1792 nakonec sesazen a prvním ministrem se téhož roku stal Godoy. Karel IV. si Godoye velmi cenil, přestože byl všeobecně znám jeho poměr s královnou a ministr politickými schopnostmi nijak nevynikal.
Když vypukla Francouzská revoluce, chtěl Karel IV. vystupovat jako silný panovník. Godoy však zpočátku udržoval umírněný kurs a teprve jeho protest proti popravě Ludvíka XVI. znamenal vyhlášení války ze strany revoluční Francie. Brzy se však podařilo uzavřít s Francií basilejský mír (1795) a smlouvou ze San Ildefonsa následujícího roku se Španělsko dostalo do vleku francouzské politiky. Muselo se vojensky postavit proti Velké Británii a Portugalsku, což v dlouhodobém důsledku znamenalo vojenskou i politickou katastrofu. Španělsko se připojilo k Napoleonově kontinentální blokádě, po Brity vyhrané námořní bitvě u Trafalgaru se však od spojenectví odvrátilo. Když ale následující rok Napoleon zvítězil u Jeny, chtěl s ním Karel opět uzavřít spojenectví, což však Napoleon už odmítl. Ve Španělsku to jen podpořilo „ferdinandisty“, stoupence Karlova syna Ferdinanda, orientované na Británii.
Když se Karel dozvěděl, že jeho syn Ferdinand požádal Napoleona o pomoc proti Godoyovi a francouzská armáda vtrhla do Španělska, král s manželkou a jejím milencem uprchli do Aranjuezu. Tam však vypuklo povstání, král byl zajat a donucen nechat lidem nenáviděného Godoye zatknout. 18. března roku 1808 byl jeho syn Ferdinand VII. prohlášen španělským králem, ale už v květnu ho Francouzi donutili abdikovat a jeho otec Karel musel abdikovat dokonce opakovaně – tentokrát ale ve prospěch Napoleona, jenž španělský trůn předal svému bratru Josefu Bonapartovi. Odpor vůči vnucené francouzské nadvládě ale vedl k válce za nezávislost, která nakonec znovu přivedla na trůn Ferdinanda VII.
Karel už předtím obdržel od Napoleona doživotní penzi a zbytek života strávil jako exulant v bizarním kruhu své ženy, jejího milence (a svého bývalého prvního ministra) Godoye a jeho další milenky s dítětem. Nejprve přebýval v jižní Francii v Marseille a poté v Itálii, kde 20. ledna roku 1819 v Římě zemřel. Jeho syn Ferdinand nikdy nedovolil návrat rodičů do vlasti.

### Mecenáš
Karel projevoval od mládí zájem o umění. Rád hrál na housle a roku 1775 koupil pro dvůr kvarteto smyčcových nástrojů od Stradivariho (v současnosti uloženy v Královském paláci v Madridu); obklopil se řadou skvělých hudebníků v čele s houslistou a skladatelem Gaetanem Brunettim. Zajímal se rovněž o výtvarné umění a byl zákazníkem malířů Luise Meléndeze, Claude Joseph Verneta a Luise Pareta a především Francisca Goyi, jehož roku 1789 jmenoval dvorním malířem.

## Manželství, potomci

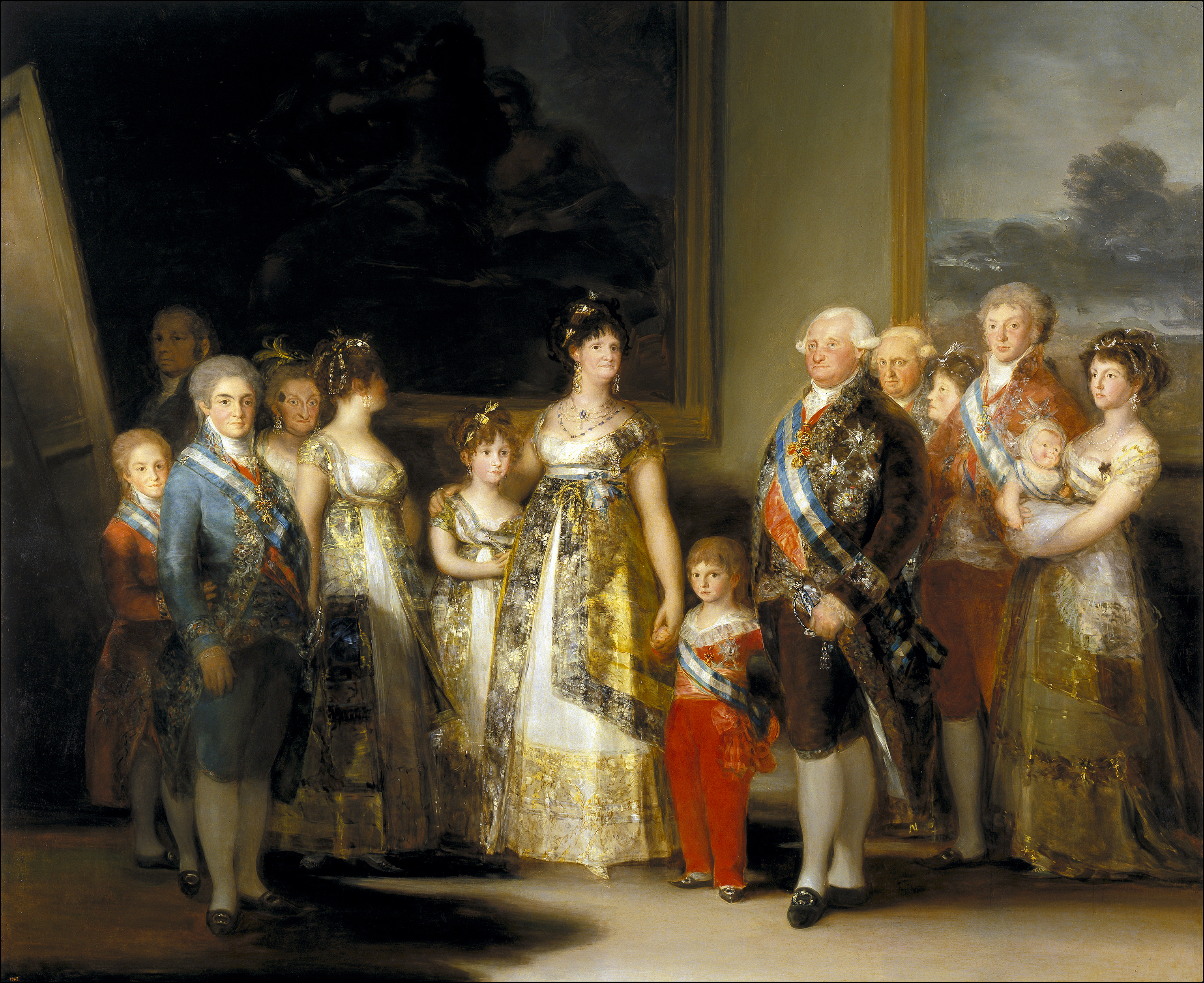
Rodina Karla IV. Malba Francisca Goyi z roku 1801

Z manželství Karla a Marie Luisy se narodilo čtrnáct potomků (královna však byla těhotná čtyřiadvacetkrát), sedm z nich však zemřelo již v útlém věku. Otcem mladších z těchto čtrnácti dětí však patrně nebyl král Karel, ale milenec Marie Luisy Manuel de Godoy.
Všichni tři Karlovi synové, kteří se dožili dospělosti, ovlivnili nějakým způsobem budoucí osud Španělska. Nejstarší (přeživší) Ferdinand VII. se po smrti otce stal králem. Další Karel (Carlos) se po Ferdinandově smrti stal karlistiským nárokovatelem trůnu, neuznav nástupnické právo Ferdinandovy dcery Isabely II., a syn posledního Františka, František Cádizský, se stal jako manžel této královny Isabely II. (tedy své sestřenice) králem manželem.
- Karel Klement (19. září 1771 – 7. března 1774)
- Šarlota (25. dubna 1775 – 7. ledna 1830), ⚭ 1785 Jan VI. (13. května 1767 – 10. března 1826), v letech 1816–1822 králem Spojeného království Portugalska, Brazílie a Algarve a poté od roku 1822 do své smrti králem Portugalska a Algarve
- Marie Luisa (11. září 1777 – 2. července 1782)
- Marie Amálie (9. ledna 1779 – 22. července 1798), ⚭ 1795 Antonín Pascual Španělský (31. prosince 1755 – 20. dubna 1817)
- Karel (5. března 1780 – 11. června 1783)
- Marie Luisa (6. července 1782 – 13. března 1824), ⚭ 1795 Ludvík Parmský (5. července 1773 – 27. května 1803), etrurský král od roku 1801 až do své smrti
- Karel František (5. září 1783 – 11. listopadu 1784)
- Filip František (5. září 1783 – 18. října 1784)
- Ferdinand VII. (14. října 1784 – 29. září 1833), španělský král v březnu a květnu roku 1808, a poté od roku 1813 až do své smrti,
⚭ 1802 Marie Antonie Neapolsko-Sicilská (14. prosince 1784 – 21. května 1806)
⚭ 1816 Marie Isabela Portugalská (19. května 1797 – 26. prosince 1818)
⚭ 1819 Marie Josefa Saská (6. prosince 1803 – 17. května 1829)
⚭ 1829 Marie Kristýna Neapolsko-Sicilská (27. dubna 1806 – 22. srpna 1878)

- Karel (29. března 1788 – 10. března 1855), následník a po Ferdinandově smrti karlistický nárokovatel trůnu,
⚭ 1816 Marie Františka Portugalská (22. dubna 1800 – 4. září 1834)
⚭ 1838 Marie Tereza Portugalská (29. dubna 1793 – 17. ledna 1874)
- Marie Izabela (6. července 1789 – 13. září 1848),
⚭ 1802 František I. Neapolsko-Sicilský (19. srpna 1777 – 8. listopadu 1830), král Obojí Sicílie od roku 1825 až do své smrti
⚭ 1839 hrabě Francesco del Balzo (17. května 1805 – 15. dubna 1882)
- Marie Tereza (16. února 1791 – 2. listopadu 1794)
- Filip Maria (28. března 1792 – 1. března 1794)
- František (10. března 1794 – 13. srpna 1865), cádizský vévoda,
⚭ 1819 Luisa Šarlota Neapolsko-Sicilská (24. října 1804 – 29. ledna 1844)
⚭ 1851 Teresa de Arredondo y Ramirez de Arellano, morganatické manželství

## Odrazy v umění
- Nejznámějším z řady uměleckých děl zobrazujících krále Karla je skupinový portrét jeho rodiny z roku 1801 od Francisca Goyi. Obraz se nachází v Muzeu El Prado v Madridu, jeho kopie v letním královském paláci La Granja u Segovie.
- Lion Feuchtwanger charakterizuje ve svém románu Goya názorně osobnosti rodiny Karla IV., kterou/které Goya opakovaně portrétoval: král Karel poněku přihlouplý a pomalý, královna Marie Louisa ošklivá intrikánka
- jeho osoba hraje významnou roli ve filmu Goyovy přízraky (2006) režiséra Miloše Formana (roli krále Karla hraje Randy Quaid).

## Tituly a oslovení
- 11. listopadu 1748 – 10. srpna 1759: Jeho Královská Výsost princ z Taranta
- 10. srpna 1759 – 14. prosince 1788: Jeho Královská Výsost asturský kníže
- 14. prosince 1788 – 19. března 1808: Jeho Veličenstvo král
- 19. března 1808 – 20. ledna 1819: Jeho Veličenstvo král Karel

## Vývod předků
|           |                                       |  |                     |                                        |  |  |  |  |  |  |  | Ludvík XIV. |
|           |                                       |  |                     |                                        |  |  |  |  |  |  |  |             |
|           | Ludvík Francouzský                    |  |                     |                                        |  |  |  |  |  |  |  |             |
|           |                                       |  |                     |                                        |  |  |  |  |  |  |  |             |
|           |                                       |  |                     | Marie Tereza Habsburská                |  |  |  |  |  |  |  |             |
|           |                                       |  |                     |                                        |  |  |  |  |  |  |  |             |
|           | Filip V. Španělský                    |  |                     |                                        |  |  |  |  |  |  |  |             |
|           |                                       |  |                     |                                        |  |  |  |  |  |  |  |             |
|           |                                       |  |                     | Ferdinand Maria Bavorský               |  |  |  |  |  |  |  |             |
|           |                                       |  |                     |                                        |  |  |  |  |  |  |  |             |
|           | Marie Anna Bavorská                   |  |                     |                                        |  |  |  |  |  |  |  |             |
|           |                                       |  |                     |                                        |  |  |  |  |  |  |  |             |
|           |                                       |  |                     | Jindřiška Adéla Marie Savojská         |  |  |  |  |  |  |  |             |
|           |                                       |  |                     |                                        |  |  |  |  |  |  |  |             |
|           | Karel III. Španělský                  |  |                     |                                        |  |  |  |  |  |  |  |             |
|           |                                       |  |                     |                                        |  |  |  |  |  |  |  |             |
|           |                                       |  |                     | Ranuccio II. Farnese                   |  |  |  |  |  |  |  |             |
|           |                                       |  |                     |                                        |  |  |  |  |  |  |  |             |
|           | Eduard Parmský                        |  |                     |                                        |  |  |  |  |  |  |  |             |
|           |                                       |  |                     |                                        |  |  |  |  |  |  |  |             |
|           |                                       |  |                     | Isabela d´Este                         |  |  |  |  |  |  |  |             |
|           |                                       |  |                     |                                        |  |  |  |  |  |  |  |             |
|           | Alžběta Parmská                       |  |                     |                                        |  |  |  |  |  |  |  |             |
|           |                                       |  |                     |                                        |  |  |  |  |  |  |  |             |
|           |                                       |  |                     | Filip Vilém Falcký                     |  |  |  |  |  |  |  |             |
|           |                                       |  |                     |                                        |  |  |  |  |  |  |  |             |
|           | Dorotea Žofie Falcko-Neuburská        |  |                     |                                        |  |  |  |  |  |  |  |             |
|           |                                       |  |                     |                                        |  |  |  |  |  |  |  |             |
|           |                                       |  |                     | Alžběta Amálie Hesensko-Darmstadtská   |  |  |  |  |  |  |  |             |
|           |                                       |  |                     |                                        |  |  |  |  |  |  |  |             |
| Karel IV. |                                       |  |                     |                                        |  |  |  |  |  |  |  |             |
|           |                                       |  |                     |                                        |  |  |  |  |  |  |  |             |
|           |                                       |  | Jan Jiří III. Saský |                                        |  |  |  |  |  |  |  |             |
|           |                                       |  |                     |                                        |  |  |  |  |  |  |  |             |
|           | August II. Silný                      |  |                     |                                        |  |  |  |  |  |  |  |             |
|           |                                       |  |                     |                                        |  |  |  |  |  |  |  |             |
|           |                                       |  |                     | Anna Žofie Dánská                      |  |  |  |  |  |  |  |             |
|           |                                       |  |                     |                                        |  |  |  |  |  |  |  |             |
|           | August III. Polský                    |  |                     |                                        |  |  |  |  |  |  |  |             |
|           |                                       |  |                     |                                        |  |  |  |  |  |  |  |             |
|           |                                       |  |                     | Kristián Ernest z Brandenburg-Bayreuth |  |  |  |  |  |  |  |             |
|           |                                       |  |                     |                                        |  |  |  |  |  |  |  |             |
|           | Kristýna Eberhardýna Hohenzollernová  |  |                     |                                        |  |  |  |  |  |  |  |             |
|           |                                       |  |                     |                                        |  |  |  |  |  |  |  |             |
|           |                                       |  |                     | Sofie Louisa Württemberská             |  |  |  |  |  |  |  |             |
|           |                                       |  |                     |                                        |  |  |  |  |  |  |  |             |
|           | Marie Amálie Saská                    |  |                     |                                        |  |  |  |  |  |  |  |             |
|           |                                       |  |                     |                                        |  |  |  |  |  |  |  |             |
|           |                                       |  |                     | Leopold I.                             |  |  |  |  |  |  |  |             |
|           |                                       |  |                     |                                        |  |  |  |  |  |  |  |             |
|           | Josef I. Habsburský                   |  |                     |                                        |  |  |  |  |  |  |  |             |
|           |                                       |  |                     |                                        |  |  |  |  |  |  |  |             |
|           |                                       |  |                     | Eleonora Magdalena Falcko-Neuburská    |  |  |  |  |  |  |  |             |
|           |                                       |  |                     |                                        |  |  |  |  |  |  |  |             |
|           | Marie Josefa Habsburská               |  |                     |                                        |  |  |  |  |  |  |  |             |
|           |                                       |  |                     |                                        |  |  |  |  |  |  |  |             |
|           |                                       |  |                     | Jan Fridrich Brunšvicko-Lüneburský     |  |  |  |  |  |  |  |             |
|           |                                       |  |                     |                                        |  |  |  |  |  |  |  |             |
|           | Amálie Vilemína Brunšvicko-Lüneburská |  |                     |                                        |  |  |  |  |  |  |  |             |
|           |                                       |  |                     |                                        |  |  |  |  |  |  |  |             |
|           |                                       |  |                     | Benedikta Jindřiška Falcko-Simmernská  |  |  |  |  |  |  |  |             |
|           |                                       |  |                     |                                        |  |  |  |  |  |  |  |             |